# 一之藏
一之蔵株式會社於昭和48年(1973年)創業。1973年，宮城縣內四家極富歷史的釀酒商──淺見商店、勝來酒造、櫻井酒造店與松本酒造店攜手合作，創建了一之蔵。

## 歷史
一之蔵的所在地位於宮城縣大崎市的松山，是日本代表性的穀倉地區，仙台平原的中心位置，自古以來便以出產優質好米而遠近馳名，是一座以農業與釀造業而興盛繁榮的城鎮。1973年，宮城縣內四家極富歷史的釀酒商──淺見商店、勝來酒造、櫻井酒造店與松本酒造店攜手合作，創建了一之藏。一之藏的所在地宮城縣大崎市的松山，座落於日本代表性的穀倉地區，仙台平原的中心位置，酒米受惠於奧羽山豐富的伏流水，是一座以農業與釀造業興盛的城鎮。在清酒分級制度下，當時對酒稅制度存疑，故以低廉價格銷售「無鑒察本釀造辛口」（1977年發售）。。

## 外部連結
- 一ノ蔵株式会社（日本） （页面存档备份，存于）（日語）
- 一ノ蔵(蔵の概要) （页面存档备份，存于）（日語）